# Io camminerò
Io camminerò è un album discografico del cantante italiano Fausto Leali, pubblicato nel 1976.
Dal disco viene tratto il singolo contenente il brano omonimo, scritto da Umberto Tozzi ed inserito in Donna amante mia, il primo album dal cantautore, pubblicato nello stesso anno.

## Tracce
1. Io camminerò
2. Soli non si può
3. Amore dolce, amore amaro, amore mio
4. Una grande festa
5. L'ultima volta
6. Una chiesa di alberi e ginestre
7. Hey psst psst donna
8. Dum dum la la
9. Amore vivo
10. Il volo della farfalla